# Olimpiai érmesek listája műugrásban
Ez a lap az olimpiai érmesek listája műugrásban 1904-től 2012-ig.

## Összesített éremtáblázat
(A táblázatokban Magyarország és a rendező nemzet sportolói eltérő háttérszínnel, az egyes számoszlopok legmagasabb értéke vagy értékei vastagítással kiemelve.)
| A nyári olimpiai játékok összesített éremtáblázata műugrásban | A nyári olimpiai játékok összesített éremtáblázata műugrásban | A nyári olimpiai játékok összesített éremtáblázata műugrásban | A nyári olimpiai játékok összesített éremtáblázata műugrásban | A nyári olimpiai játékok összesített éremtáblázata műugrásban | Olimpia  |
| ------------------------------------------------------------- | ------------------------------------------------------------- | ------------------------------------------------------------- | ------------------------------------------------------------- | ------------------------------------------------------------- | -------- |
|                                                               | Ország                                                        | Arany                                                         | Ezüst                                                         | Bronz                                                         | Összesen |
| 1.                                                            | Egyesült Államok (USA)                                        | 49                                                            | 42                                                            | 44                                                            | 135      |
| 2.                                                            | Kína (CHN)                                                    | 33                                                            | 17                                                            | 9                                                             | 59       |
| 3.                                                            | Svédország (SWE)                                              | 6                                                             | 8                                                             | 7                                                             | 21       |
| 4.                                                            | Oroszország (RUS)                                             | 4                                                             | 8                                                             | 6                                                             | 18       |
| 5.                                                            | Szovjetunió (URS)                                             | 4                                                             | 4                                                             | 6                                                             | 14       |
| 6.                                                            | Olaszország (ITA)                                             | 3                                                             | 4                                                             | 2                                                             | 9        |
| 7.                                                            | Ausztrália (AUS)                                              | 3                                                             | 3                                                             | 6                                                             | 12       |
| 8.                                                            | Egyesült Német Csapat (EUA)                                   | 3                                                             | 1                                                             | 0                                                             | 4        |
| 9.                                                            | Németország (GER)                                             | 2                                                             | 8                                                             | 10                                                            | 20       |
| 10.                                                           | NDK (GDR)                                                     | 2                                                             | 2                                                             | 3                                                             | 7        |
| 11.                                                           | Mexikó (MEX)                                                  | 1                                                             | 6                                                             | 6                                                             | 13       |
| 12.                                                           | Kanada (CAN)                                                  | 1                                                             | 4                                                             | 6                                                             | 11       |
| 13.                                                           | Csehszlovákia (TCH)                                           | 1                                                             | 1                                                             | 0                                                             | 2        |
| 14.                                                           | Dánia (DEN)                                                   | 1                                                             | 0                                                             | 1                                                             | 2        |
| 15.                                                           | Görögország (GRE)                                             | 1                                                             | 0                                                             | 0                                                             | 1        |
| 16.                                                           | Nagy-Britannia (GBR)                                          | 0                                                             | 2                                                             | 5                                                             | 7        |
| 17.                                                           | Egyesített Csapat (EUN)                                       | 0                                                             | 2                                                             | 1                                                             | 3        |
| 18.                                                           | Egyiptom (EGY)                                                | 0                                                             | 1                                                             | 1                                                             | 2        |
| 19.                                                           | Franciaország (FRA)                                           | 0                                                             | 1                                                             | 0                                                             | 1        |
| 20.                                                           | Ukrajna (UKR)                                                 | 0                                                             | 0                                                             | 2                                                             | 2        |
| 21.                                                           | Malajzia (MAS)                                                | 0                                                             | 0                                                             | 1                                                             | 1        |
|                                                               |                                                               |                                                               |                                                               |                                                               |          |
| Összesen                                                      | Összesen                                                      | 114                                                           | 114                                                           | 116                                                           | 344      |

## Aktuális versenyszámok

### Férfiak

#### Műugrás
| Olimpia           | Arany                                       | Ezüst                                      | Bronz                                      |
| 1908, London      | Albert Zürner · Németország (GER)           | Kurt Behrens · Németország (GER)           | George Gaidzik · Egyesült Államok (USA)    |
| 1908, London      | Albert Zürner · Németország (GER)           | Kurt Behrens · Németország (GER)           | Gottlob Walz · Németország (GER)           |
| 1912, Stockholm   | Paul Günther · Németország (GER)            | Hans Luber · Németország (GER)             | Kurt Behrens · Németország (GER)           |
| 1920, Antwerpen   | Louis Kuehn · Egyesült Államok (USA)        | Clarence Pinkston · Egyesült Államok (USA) | Louis Balbach · Egyesült Államok (USA)     |
| 1924, Párizs      | Albert White · Egyesült Államok (USA)       | Peter Desjardins · Egyesült Államok (USA)  | Clarence Pinkston · Egyesült Államok (USA) |
| 1928, Amszterdam  | Peter Desjardins · Egyesült Államok (USA)   | Michael Galitzen · Egyesült Államok (USA)  | Farid Simaika · Egyiptom (EGY)             |
| 1932, Los Angeles | Michael Galitzen · Egyesült Államok (USA)   | Harold Smith · Egyesült Államok (USA)      | Richard Degener · Egyesült Államok (USA)   |
| 1936, Berlin      | Richard Degener · Egyesült Államok (USA)    | Marshall Wayne · Egyesült Államok (USA)    | Alan Greene · Egyesült Államok (USA)       |
| 1948, London      | Bruce Harlan · Egyesült Államok (USA)       | Miller Anderson · Egyesült Államok (USA)   | Sammy Lee · Egyesült Államok (USA)         |
| 1952, Helsinki    | David Browning · Egyesült Államok (USA)     | Miller Anderson · Egyesült Államok (USA)   | Bob Clotworthy · Egyesült Államok (USA)    |
| 1956, Melbourne   | Bob Clotworthy · Egyesült Államok (USA)     | Donald Harper · Egyesült Államok (USA)     | Joaquín Capilla · Mexikó (MEX)             |
| 1960, Róma        | Gary Tobian · Egyesült Államok (USA)        | Samuel Hall · Egyesült Államok (USA)       | Juan Botella · Mexikó (MEX)                |
| 1964, Tokió       | Kenneth Sitzberger · Egyesült Államok (USA) | Francis Gorman · Egyesült Államok (USA)    | Larry Andreasen · Egyesült Államok (USA)   |
| 1968, Mexikóváros | Bernard Wrightson · Egyesült Államok (USA)  | Klaus Dibiasi · Olaszország (ITA)          | James Henry · Egyesült Államok (USA)       |
| 1972, Munich      | Vlagyimir Vaszin · Szovjetunió (URS)        | Franco Cagnotto · Olaszország (ITA)        | Craig Lincoln · Egyesült Államok (USA)     |
| 1976, Montréal    | Philip Boggs · Egyesült Államok (USA)       | Franco Cagnotto · Olaszország (ITA)        | Alekszandr Koszenkov · Szovjetunió (URS)   |
| 1980, Moszkva     | Alekszandr Portnov · Szovjetunió (URS)      | Carlos Girón · Mexikó (MEX)                | Franco Cagnotto · Olaszország (ITA)        |
| 1984, Los Angeles | Greg Louganis · Egyesült Államok (USA)      | Tan Liang-tö (Tan Liang-de) · Kína (CHN)   | Ronald Merriott · Egyesült Államok (USA)   |
| 1988, Szöul       | Greg Louganis · Egyesült Államok (USA)      | Tan Liang-tö (Tan Liang-de) · Kína (CHN)   | Li Tö-liang (Li Deliang) · Kína (CHN)      |
| 1992, Barcelona   | Mark Lenzi · Egyesült Államok (USA)         | Tan Liang-tö (Tan Liang-de) · Kína (CHN)   | Dmitrij Szautyin · Egyesített Csapat (EUN) |
| 1996, Atlanta     | Hsziung Ni (Xiong Ni) · Kína (CHN)          | Jü Csuo-cseng (Yu Zhuocheng) · Kína (CHN)  | Mark Lenzi · Egyesült Államok (USA)        |
| 2000, Sydney      | Hsziung Ni (Xiong Ni) · Kína (CHN)          | Fernando Platas · Mexikó (MEX)             | Dmitrij Szautyin · Oroszország (RUS)       |
| 2004, Athén       | Peng Po (Peng Bo) · Kína (CHN)              | Alexandre Despatie · Kanada (CAN)          | Dmitrij Szautyin · Oroszország (RUS)       |
| 2008, Peking      | Ho Csung (He Chong) · Kína (CHN)            | Alexandre Despatie · Kanada (CAN)          | Csin Kaj (Qin Kai) · Kína (CHN)            |
| 2012, London      | Ilja Zaharov · Oroszország (RUS)            | Csin Kaj (Qin Kai) · Kína (CHN)            | Ho Csung (He Chong) · Kína (CHN)           |

#### Toronyugrás
| Olimpia           | Arany                                      | Ezüst                                     | Bronz                                         |
| 1904, St. Louis   | George Sheldon · Egyesült Államok (USA)    | Georg Hoffmann · Németország (GER)        | Alfred Braunschweiger · Németország (GER)     |
| 1904, St. Louis   | George Sheldon · Egyesült Államok (USA)    | Georg Hoffmann · Németország (GER)        | Frank Kehoe · Egyesült Államok (USA)          |
| 1908, London      | Hjalmar Johansson · Svédország (SWE)       | Karl Malmström · Svédország (SWE)         | Arvid Spångberg · Svédország (SWE)            |
| 1912, Stockholm   | Erik Adlerz · Svédország (SWE)             | Albert Zürner · Németország (GER)         | Gustaf Blomgren · Svédország (SWE)            |
| 1920, Antwerpen   | Clarence Pinkston · Egyesült Államok (USA) | Erik Adlerz · Svédország (SWE)            | Harry Prieste · Egyesült Államok (USA)        |
| 1924, Párizs      | Albert White · Egyesült Államok (USA)      | David Fall · Egyesült Államok (USA)       | Clarence Pinkston · Egyesült Államok (USA)    |
| 1928, Amszterdam  | Peter Desjardins · Egyesült Államok (USA)  | Farid Simaika · Egyiptom (EGY)            | Michael Galitzen · Egyesült Államok (USA)     |
| 1932, Los Angeles | Harold Smith · Egyesült Államok (USA)      | Michael Galitzen · Egyesült Államok (USA) | Frank Kurtz · Egyesült Államok (USA)          |
| 1936, Berlin      | Marshall Wayne · Egyesült Államok (USA)    | Elbert Root · Egyesült Államok (USA)      | Hermann Stork · Németország (GER)             |
| 1948, London      | Sammy Lee · Egyesült Államok (USA)         | Bruce Harlan · Egyesült Államok (USA)     | Joaquín Capilla · Mexikó (MEX)                |
| 1952, Helsinki    | Sammy Lee · Egyesült Államok (USA)         | Joaquín Capilla · Mexikó (MEX)            | Günther Haase · Németország (GER)             |
| 1956, Melbourne   | Joaquín Capilla · Mexikó (MEX)             | Gary Tobian · Egyesült Államok (USA)      | Richard Conner · Egyesült Államok (USA)       |
| 1960, Róma        | Robert Webster · Egyesült Államok (USA)    | Gary Tobian · Egyesült Államok (USA)      | Brian Phelps · Nagy-Britannia (GBR)           |
| 1964, Tokió       | Robert Webster · Egyesült Államok (USA)    | Klaus Dibiasi · Olaszország (ITA)         | Thomas Gompf · Egyesült Államok (USA)         |
| 1968, Mexikóváros | Klaus Dibiasi · Olaszország (ITA)          | Álvaro Gaxiola · Mexikó (MEX)             | Edwin Young · Egyesült Államok (USA)          |
| 1972, München     | Klaus Dibiasi · Olaszország (ITA)          | Richard Rydze · Egyesült Államok (USA)    | Franco Cagnotto · Olaszország (ITA)           |
| 1976, Montréal    | Klaus Dibiasi · Olaszország (ITA)          | Greg Louganis · Egyesült Államok (USA)    | Vlagyimir Alejnyik · Szovjetunió (URS)        |
| 1980, Moszkva     | Falk Hoffmann · NDK (GDR)                  | Vlagyimir Alejnyik · Szovjetunió (URS)    | David Ambarcumjan · Szovjetunió (URS)         |
| 1984, Los Angeles | Greg Louganis · Egyesült Államok (USA)     | Bruce Kimball · Egyesült Államok (USA)    | Li Kung-cseng (Li Kongzheng) · Kína (CHN)     |
| 1988, Szöul       | Greg Louganis · Egyesült Államok (USA)     | Hsziung Ni (Xiong Ni) · Kína (CHN)        | Jesús Mena · Mexikó (MEX)                     |
| 1992, Barcelona   | Szun Su-vej (Sun Shuwei) · Kína (CHN)      | Scott Donie · Egyesült Államok (USA)      | Hsziung Ni (Xiong Ni) · Kína (CHN)            |
| 1996, Atlanta     | Dmitrij Szautyin · Oroszország (RUS)       | Jan Hempel · Németország (GER)            | Hsziao Haj-liang (Xiao Hailiang) · Kína (CHN) |
| 2000, Sydney      | Tien Liang (Tian Liang) · Kína (CHN)       | Hu Csia (Hu Jia) · Kína (CHN)             | Dmitrij Szautyin · Oroszország (RUS)          |
| 2004, Athén       | Hu Csia (Hu Jia) · Kína (CHN)              | Mathew Helm · Ausztrália (AUS)            | Tien Liang (Tian Liang) · Kína (CHN)          |
| 2008, Peking      | Matthew Mitcham · Ausztrália (AUS)         | Csou Lü-hszin (Zhou Lüxin) · Kína (CHN)   | Gleb Galperin · Oroszország (RUS)             |
| 2012, London      | David Boudia · Egyesült Államok (USA)      | Csiu Po (Qiu Bo) · Kína (CHN)             | Tom Daley · Nagy-Britannia (GBR)              |

#### Szinkron műugrás
| Olimpia      | Arany                                                                 | Ezüst                                                        | Bronz                                                 |
| 2000, Sydney | Kína (CHN) · Hsziung Ni (Xiong Ni) · Hsziao Haj-liang (Xiao Hailiang) | Oroszország (RUS) · Alekszandr Dobroszkok · Dmitrij Szautyin | Ausztrália (AUS) · Robert Newbery · Dean Pullar       |
| 2004, Athén  | Görögország (GRE) · Thomász Bímisz · Nikólaosz Sziranídisz            | Németország (GER) · Andreas Wels · Tobias Schellenberg       | Ausztrália (AUS) · Steven Barnett · Robert Newbery    |
| 2008, Peking | Kína (CHN) · Vang Feng (Wang Feng) · Csin Kaj (Qin Kai)               | Oroszország (RUS) · Dmitrij Szautyin · Jurij Kunakov         | Ukrajna (UKR) · Illja Kvasa · Olekszij Prihorov       |
| 2012, London | Kína (CHN) · Lo Jü-tung (Luo Yutong) · Csin Kaj (Qin Kai)             | Oroszország (RUS) · Ilja Zaharov · Jevgenyij Kuznyecov       | Egyesült Államok (USA) · Troy Dumais · Kristian Ipsen |

#### Szinkron toronyugrás
| Olimpia      | Arany                                                                | Ezüst                                                   | Bronz                                                  |
| 2000, Sydney | Oroszország (RUS) · Igor Lukasin · Dmitrij Szautyin                  | Kína (CHN) · Hu Csia (Hu Jia) · Tien Liang (Tian Liang) | Németország (GER) · Jan Hempel · Heiko Meyer           |
| 2004, Athén  | Kína (CHN) · Tien Liang (Tian Liang) · Jang Csing-huj (Yang Jinghui) | Nagy-Britannia (GBR) · Leon Taylor · Peter Waterfield   | Ausztrália (AUS) · Mathew Helm · Robert Newbery        |
| 2008, Peking | Kína (CHN) · Lin Jüe (Lin Yue) · Huo Liang                           | Németország (GER) · Patrick Hausding · Sascha Klein     | Oroszország (RUS) · Gleb Galperin · Dmitrij Dobroszkok |
| 2012, London | Kína (CHN) · Cao Jüan (Cao Yuan) · Csang Jen-csüan (Zhang Yanquan)   | Mexikó (MEX) · Iván García · Germán Sánchez             | Egyesült Államok (USA) · David Boudia · Nick McCrory   |

#### Férfi éremtáblázat
| A nyári olimpiai játékok éremtáblázata férfi műugrásban | A nyári olimpiai játékok éremtáblázata férfi műugrásban | A nyári olimpiai játékok éremtáblázata férfi műugrásban | A nyári olimpiai játékok éremtáblázata férfi műugrásban | A nyári olimpiai játékok éremtáblázata férfi műugrásban | Olimpia  |
| ------------------------------------------------------- | ------------------------------------------------------- | ------------------------------------------------------- | ------------------------------------------------------- | ------------------------------------------------------- | -------- |
|                                                         | Ország                                                  | Arany                                                   | Ezüst                                                   | Bronz                                                   | Összesen |
| 1.                                                      | Egyesült Államok (USA)                                  | 29                                                      | 21                                                      | 23                                                      | 73       |
| 2.                                                      | Kína (CHN)                                              | 13                                                      | 10                                                      | 7                                                       | 30       |
| 3.                                                      | Svédország (SWE)                                        | 4                                                       | 5                                                       | 4                                                       | 13       |
| 4.                                                      | Olaszország (ITA)                                       | 3                                                       | 4                                                       | 2                                                       | 9        |
| 5.                                                      | Oroszország (RUS)                                       | 3                                                       | 3                                                       | 5                                                       | 11       |
| 6.                                                      | Németország (GER)                                       | 2                                                       | 7                                                       | 6                                                       | 15       |
| 7.                                                      | Ausztrália (AUS)                                        | 2                                                       | 1                                                       | 3                                                       | 6        |
| 7.                                                      | Szovjetunió (URS)                                       | 2                                                       | 1                                                       | 3                                                       | 6        |
| 9.                                                      | Mexikó (MEX)                                            | 1                                                       | 5                                                       | 4                                                       | 10       |
| 10.                                                     | NDK (GDR)                                               | 1                                                       | 0                                                       | 0                                                       | 1        |
| 10.                                                     | Görögország (GRE)                                       | 1                                                       | 0                                                       | 0                                                       | 1        |
|                                                         |                                                         |                                                         |                                                         |                                                         |          |
| 12.                                                     | Kanada (CAN)                                            | 0                                                       | 2                                                       | 0                                                       | 2        |
| 13.                                                     | Nagy-Britannia (GBR)                                    | 0                                                       | 1                                                       | 3                                                       | 4        |
| 14.                                                     | Egyiptom (EGY)                                          | 0                                                       | 1                                                       | 1                                                       | 2        |
|                                                         |                                                         |                                                         |                                                         |                                                         |          |
| 15.                                                     | Egyesített Csapat (EUN)                                 | 0                                                       | 0                                                       | 1                                                       | 1        |
| 15.                                                     | Ukrajna (UKR)                                           | 0                                                       | 0                                                       | 1                                                       | 1        |
|                                                         |                                                         |                                                         |                                                         |                                                         |          |
| Összesen                                                | Összesen                                                | 61                                                      | 61                                                      | 63                                                      | 185      |

### Nők

#### Műugrás
| Olimpia           | Arany                                              | Ezüst                                          | Bronz                                             |
| 1920, Antwerpen   | Aileen Riggin · Egyesült Államok (USA)             | Helen Wainwright · Egyesült Államok (USA)      | Thelma Payne · Egyesült Államok (USA)             |
| 1924, Párizs      | Elizabeth Becker-Pinkston · Egyesült Államok (USA) | Aileen Riggin · Egyesült Államok (USA)         | Caroline Fletcher · Egyesült Államok (USA)        |
| 1928, Amszterdam  | Helen Meany · Egyesült Államok (USA)               | Dorothy Poynton-Hill · Egyesült Államok (USA)  | Georgia Coleman · Egyesült Államok (USA)          |
| 1932, Los Angeles | Georgia Coleman · Egyesült Államok (USA)           | Katherine Rawls · Egyesült Államok (USA)       | Jane Fauntz · Egyesült Államok (USA)              |
| 1936, Berlin      | Marjorie Gestring · Egyesült Államok (USA)         | Katherine Rawls · Egyesült Államok (USA)       | Dorothy Poynton-Hill · Egyesült Államok (USA)     |
| 1948, London      | Victoria Manalo Draves · Egyesült Államok (USA)    | Zoe-Ann Olsen-Jensen · Egyesült Államok (USA)  | Patricia Elsener · Egyesült Államok (USA)         |
| 1952, Helsinki    | Pat McCormick · Egyesült Államok (USA)             | Madeleine Moreau · Franciaország (FRA)         | Zoe-Ann Olsen-Jensen · Egyesült Államok (USA)     |
| 1956, Melbourne   | Pat McCormick · Egyesült Államok (USA)             | Jeanne Stunyo · Egyesült Államok (USA)         | Irene MacDonald · Kanada (CAN)                    |
| 1960, Róma        | Ingrid Krämer · Egyesült Német Csapat (EUA)        | Paula Jean Myers-Pope · Egyesült Államok (USA) | Elizabeth Ferris · Nagy-Britannia (GBR)           |
| 1964, Tokió       | Ingrid Krämer · Egyesült Német Csapat (EUA)        | Jeanne Collier · Egyesült Államok (USA)        | Mary Willard · Egyesült Államok (USA)             |
| 1968, Mexikóváros | Susanne Gossick · Egyesült Államok (USA)           | Tamara Pogozseva · Szovjetunió (URS)           | Keala O'Sullivan · Egyesült Államok (USA)         |
| 1972, München     | Micki King · Egyesült Államok (USA)                | Ulrika Knape · Svédország (SWE)                | Marina Janicke · NDK (GDR)                        |
| 1976, Montréal    | Jennifer Chandler · Egyesült Államok (USA)         | Christa Köhler · NDK (GDR)                     | Cynthia Potter-McIngvale · Egyesült Államok (USA) |
| 1980, Moszkva     | Irina Kalinyina · Szovjetunió (URS)                | Martina Proeber · NDK (GDR)                    | Karin Guthke · NDK (GDR)                          |
| 1984, Los Angeles | Sylvie Bernier · Kanada (CAN)                      | Kelly McCormick · Egyesült Államok (USA)       | Christina Seufert · Egyesült Államok (USA)        |
| 1988, Szöul       | Kao Min (Gao Min) · Kína (CHN)                     | Li Csing (Li Jing) · Kína (CHN)                | Kelly McCormick · Egyesült Államok (USA)          |
| 1992, Barcelona   | Kao Min (Gao Min) · Kína (CHN)                     | Irina Lasko · Egyesített Csapat (EUN)          | Brita Baldus · Németország (GER)                  |
| 1996, Atlanta     | Fu Ming-hszia (Fu Mingxia) · Kína (CHN)            | Irina Lasko · Oroszország (RUS)                | Annie Pelletier · Kanada (CAN)                    |
| 2000, Sydney      | Fu Ming-hszia (Fu Mingxia) · Kína (CHN)            | Kuo Csing-csing (Guo Jingjing) · Kína (CHN)    | Dörte Lindner · Németország (GER)                 |
| 2004, Athén       | Kuo Csing-csing (Guo Jingjing) · Kína (CHN)        | Vu Min-hszia (Wu Minxia) · Kína (CHN)          | Julija Pahalina · Oroszország (RUS)               |
| 2008, Peking      | Kuo Csing-csing (Guo Jingjing) · Kína (CHN)        | Julija Pahalina · Oroszország (RUS)            | Vu Min-hszia (Wu Minxia) · Kína (CHN)             |
| 2012, London      | Vu Min-hszia (Wu Minxia) · Kína (CHN)              | Ho Ce (He Zi) · Kína (CHN)                     | Laura Sánchez · Mexikó (MEX)                      |

#### Toronyugrás
| Olimpia           | Arany                                              | Ezüst                                              | Bronz                                          |
| 1912, Stockholm   | Greta Johansson · Svédország (SWE)                 | Lisa Regnell · Svédország (SWE)                    | Isabelle White · Nagy-Britannia (GBR)          |
| 1920, Antwerpen   | Stefanie Fryland Clausen · Dánia (DEN)             | Beatrice Armstrong · Nagy-Britannia (GBR)          | Eva Olliwier · Svédország (SWE)                |
| 1924, Párizs      | Caroline Smith · Egyesült Államok (USA)            | Elizabeth Becker-Pinkston · Egyesült Államok (USA) | Hjördis Töpel · Svédország (SWE)               |
| 1928, Amszterdam  | Elizabeth Becker-Pinkston · Egyesült Államok (USA) | Georgia Coleman · Egyesült Államok (USA)           | Laura Sjöqvist · Svédország (SWE)              |
| 1932, Los Angeles | Dorothy Poynton-Hill · Egyesült Államok (USA)      | Georgia Coleman · Egyesült Államok (USA)           | Marion Roper · Egyesült Államok (USA)          |
| 1936, Berlin      | Dorothy Poynton-Hill · Egyesült Államok (USA)      | Velma Dunn · Egyesült Államok (USA)                | Käthe Köhler · Németország (GER)               |
| 1948, London      | Victoria Manalo Draves · Egyesült Államok (USA)    | Patricia Elsener · Egyesült Államok (USA)          | Birte Christoffersen · Dánia (DEN)             |
| 1952, Helsinki    | Pat McCormick · Egyesült Államok (USA)             | Paula Jean Myers-Pope · Egyesült Államok (USA)     | Juno Stover-Irwin · Egyesült Államok (USA)     |
| 1956, Melbourne   | Pat McCormick · Egyesült Államok (USA)             | Juno Stover-Irwin · Egyesült Államok (USA)         | Paula Jean Myers-Pope · Egyesült Államok (USA) |
| 1960, Róma        | Ingrid Krämer · Egyesült Német Csapat (EUA)        | Paula Jean Myers-Pope · Egyesült Államok (USA)     | Nyinel Krutova · Szovjetunió (URS)             |
| 1964, Tokió       | Lesley Bush · Egyesült Államok (USA)               | Ingrid Krämer · Egyesült Német Csapat (EUA)        | Galina Alekszejeva · Szovjetunió (URS)         |
| 1968, Mexikóváros | Milena Duchková · Csehszlovákia (TCH)              | Natalja Lobanova · Szovjetunió (URS)               | Ann Peterson · Egyesült Államok (USA)          |
| 1972, München     | Ulrika Knape · Svédország (SWE)                    | Milena Duchková · Csehszlovákia (TCH)              | Marina Janicke · NDK (GDR)                     |
| 1976, Montréal    | Jelena Vajcehovszkaja · Szovjetunió (URS)          | Ulrika Knape · Svédország (SWE)                    | Deborah Wilson · Egyesült Államok (USA)        |
| 1980, Moszkva     | Martina Jäschke · NDK (GDR)                        | Szirvard Emirzjan · Szovjetunió (URS)              | Liana Cotadze · Szovjetunió (URS)              |
| 1984, Los Angeles | Csou Csi-hung (Zhou Jihong) · Kína (CHN)           | Michele Mitchell · Egyesült Államok (USA)          | Wendy Wyland · Egyesült Államok (USA)          |
| 1988, Szöul       | Hszü Jen-mej (Xu Yanmei) · Kína (CHN)              | Michele Mitchell · Egyesült Államok (USA)          | Wendy Williams · Egyesült Államok (USA)        |
| 1992, Barcelona   | Fu Ming-hszia (Fu Mingxia) · Kína (CHN)            | Jelena Mirosina · Egyesített Csapat (EUN)          | Mary Ellen Clark · Egyesült Államok (USA)      |
| 1996, Atlanta     | Fu Ming-hszia (Fu Mingxia) · Kína (CHN)            | Annika Walter · Németország (GER)                  | Mary Ellen Clark · Egyesült Államok (USA)      |
| 2000, Sydney      | Laura Wilkinson · Egyesült Államok (USA)           | Li Na · Kína (CHN)                                 | Anne Montminy · Kanada (CAN)                   |
| 2004, Athén       | Chantelle Newbery · Ausztrália (AUS)               | Lao Li-si (Lao Lishi) · Kína (CHN)                 | Loudy Tourky · Ausztrália (AUS)                |
| 2008, Peking      | Csen Zso-lin (Chen Ruolin) · Kína (CHN)            | Émilie Heymans · Kanada (CAN)                      | Vang Hszin (Wang Xin) · Kína (CHN)             |
| 2012, London      | Csen Zso-lin (Chen Ruolin) · Kína (CHN)            | Brittany Broben · Ausztrália (AUS)                 | Pandelela Rinong · Malajzia (MAS)              |

#### Szinkron műugrás
| Olimpia      | Arany                                                                  | Ezüst                                                                    | Bronz                                               |
| 2000, Sydney | Oroszország (RUS) · Vera Iljina · Julija Pahalina                      | Kína (CHN) · Fu Ming-hszia (Fu Mingxia) · Kuo Csing-csing (Guo Jingjing) | Ukrajna (UKR) · Hanna Szorokina · Olena Zsupina     |
| 2004, Athén  | Kína (CHN) · Vu Min-hszia (Wu Minxia) · Kuo Csing-csing (Guo Jingjing) | Oroszország (RUS) · Vera Iljina · Julija Pahalina                        | Ausztrália (AUS) · Irina Lashko · Chantelle Newbery |
| 2008, Peking | Kína (CHN) · Kuo Csing-csing (Guo Jingjing) · Vu Min-hszia (Wu Minxia) | Oroszország (RUS) · Julija Pahalina · Anasztaszija Pozdnyakova           | Németország (GER) · Ditte Kotzian · Heike Fischer   |
| 2012, London | Kína (CHN) · Ho Ce (He Zi) · Vu Min-hszia (Wu Minxia)                  | Egyesült Államok (USA) · Kelci Bryant · Abigail Johnston                 | Kanada (CAN) · Jennifer Abel · Émilie Heymans       |

#### Szinkron toronyugrás
| Olimpia      | Arany                                                           | Ezüst                                                     | Bronz                                             |
| 2000, Sydney | Kína (CHN) · Li Na · Szang Hszüe                                | Kanada (CAN) · Émilie Heymans · Anne Montminy             | Ausztrália (AUS) · Rebecca Gilmore · Loudy Tourky |
| 2004, Athén  | Kína (CHN) · Lao Li-si (Lao Lishi) · Li Ting                    | Oroszország (RUS) · Natalja Goncsarova · Julija Koltunova | Kanada (CAN) · Blythe Hartley · Émilie Heymans    |
| 2008, Peking | Kína (CHN) · Csen Zso-lin (Chen Ruolin) · Vang Hszin (Wang Xin) | Ausztrália (AUS) · Briony Cole · Melissa Wu               | Mexikó (MEX) · Paola Espinosa · Tatiana Ortiz     |
| 2012, London | Kína (CHN) · Csen Zso-lin (Chen Ruolin) · Vang Hao (Wang Hao)   | Mexikó (MEX) · Paola Espinosa · Alejandra Orozco          | Kanada (CAN) · Meaghan Benfeito · Roseline Filion |

#### Női éremtáblázat
| A nyári olimpiai játékok éremtáblázata női műugrásban | A nyári olimpiai játékok éremtáblázata női műugrásban | A nyári olimpiai játékok éremtáblázata női műugrásban | A nyári olimpiai játékok éremtáblázata női műugrásban | A nyári olimpiai játékok éremtáblázata női műugrásban | Olimpia  |
| ----------------------------------------------------- | ----------------------------------------------------- | ----------------------------------------------------- | ----------------------------------------------------- | ----------------------------------------------------- | -------- |
|                                                       | Ország                                                | Arany                                                 | Ezüst                                                 | Bronz                                                 | Összesen |
| 1.                                                    | Egyesült Államok (USA)                                | 20                                                    | 21                                                    | 21                                                    | 62       |
| 2.                                                    | Kína (CHN)                                            | 20                                                    | 7                                                     | 2                                                     | 29       |
| 3.                                                    | Egyesült Német Csapat (EUA)                           | 3                                                     | 1                                                     | 0                                                     | 4        |
| 4.                                                    | Svédország (SWE)                                      | 2                                                     | 3                                                     | 3                                                     | 8        |
| 4.                                                    | Szovjetunió (URS)                                     | 2                                                     | 3                                                     | 3                                                     | 8        |
| 6.                                                    | Oroszország (RUS)                                     | 1                                                     | 5                                                     | 1                                                     | 7        |
| 7.                                                    | Kanada (CAN)                                          | 1                                                     | 2                                                     | 6                                                     | 9        |
| 8.                                                    | NDK (GDR)                                             | 1                                                     | 2                                                     | 3                                                     | 6        |
| 8.                                                    | Ausztrália (AUS)                                      | 1                                                     | 2                                                     | 3                                                     | 6        |
| 10.                                                   | Csehszlovákia (TCH)                                   | 1                                                     | 1                                                     | 0                                                     | 2        |
| 11.                                                   | Dánia (DEN)                                           | 1                                                     | 0                                                     | 1                                                     | 2        |
|                                                       |                                                       |                                                       |                                                       |                                                       |          |
| 12.                                                   | Egyesített Csapat (EUN)                               | 0                                                     | 2                                                     | 0                                                     | 2        |
| 13.                                                   | Németország (GER)                                     | 0                                                     | 1                                                     | 4                                                     | 5        |
| 14.                                                   | Nagy-Britannia (GBR)                                  | 0                                                     | 1                                                     | 2                                                     | 3        |
| 14.                                                   | Mexikó (MEX)                                          | 0                                                     | 1                                                     | 2                                                     | 3        |
| 16.                                                   | Franciaország (FRA)                                   | 0                                                     | 1                                                     | 0                                                     | 1        |
|                                                       |                                                       |                                                       |                                                       |                                                       |          |
| 17.                                                   | Malajzia (MAS)                                        | 0                                                     | 0                                                     | 1                                                     | 1        |
| 17.                                                   | Ukrajna (UKR)                                         | 0                                                     | 0                                                     | 1                                                     | 1        |
|                                                       |                                                       |                                                       |                                                       |                                                       |          |
| Összesen                                              | Összesen                                              | 53                                                    | 53                                                    | 53                                                    | 159      |

## Megszűnt versenyszámok

### Férfiak

#### Összetett
| Olimpia         | Arany                            | Ezüst                                | Bronz                                |
| 1912, Stockholm | Erik Adlerz · Svédország (SWE)   | Hjalmar Johansson · Svédország (SWE) | John Jansson · Svédország (SWE)      |
| 1920, Antwerpen | Arvid Wallman · Svédország (SWE) | Nils Skoglund · Svédország (SWE)     | John Jansson · Svédország (SWE)      |
| 1924, Párizs    | Dick Eve · Ausztrália (AUS)      | John Jansson · Svédország (SWE)      | Harold Clarke · Nagy-Britannia (GBR) |

#### Fejesugrás távolba
| Olimpia         | Arany                                   | Ezüst                                | Bronz                                |
| 1904, St. Louis | William Dickey · Egyesült Államok (USA) | Edgar Adams · Egyesült Államok (USA) | Leo Goodwin · Egyesült Államok (USA) |